# Tín ngưỡng dân gian Việt Nam

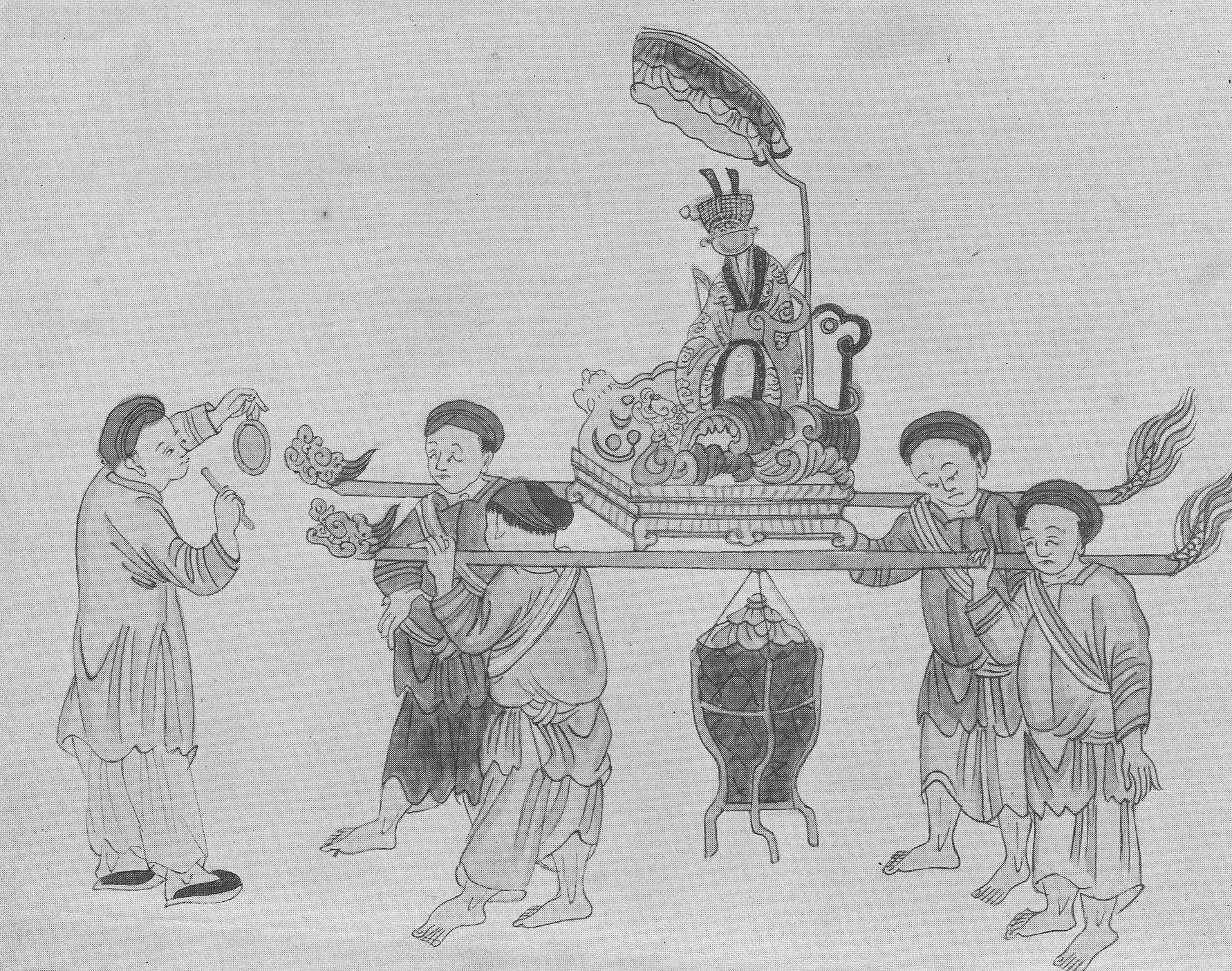
Cỗ kiệu rước bàn thờ thánh ở miền Bắc vào cuối thế kỷ 19

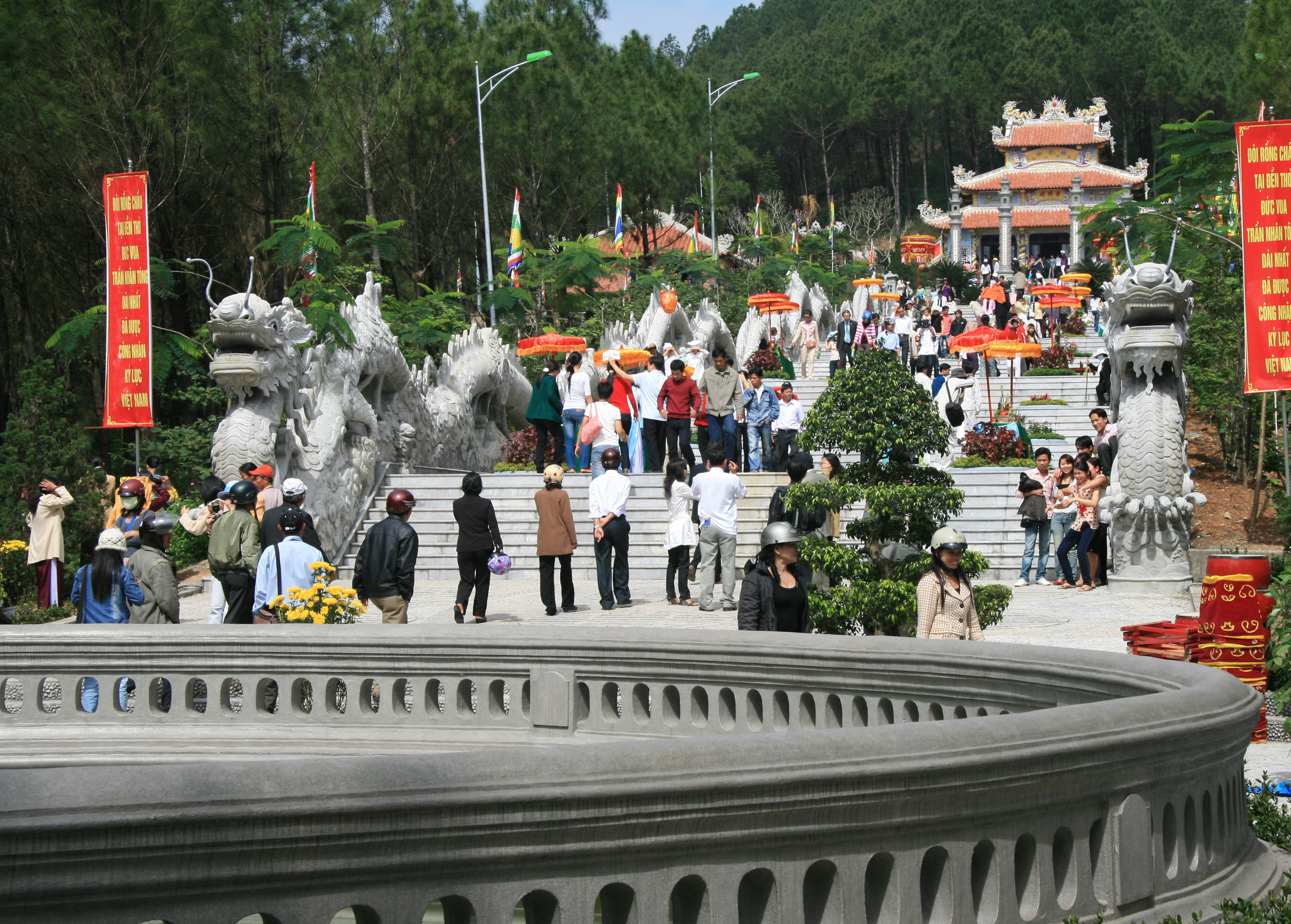
Người dân tại đền thờ Trần Nhân Tông, Huế

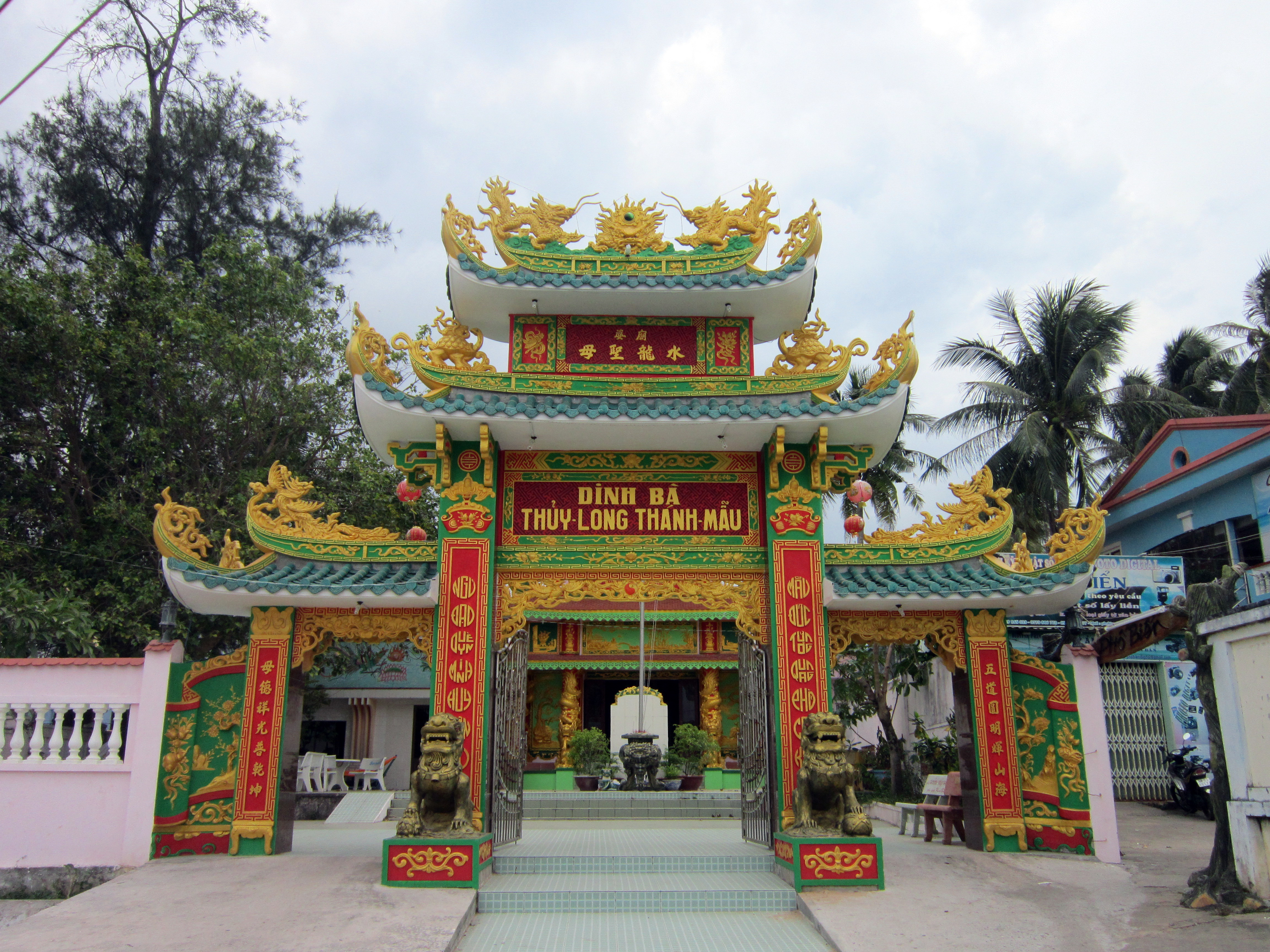
Cổng vào Dinh Bà Thủy Long Thánh Mẫu, tại Dương Đông

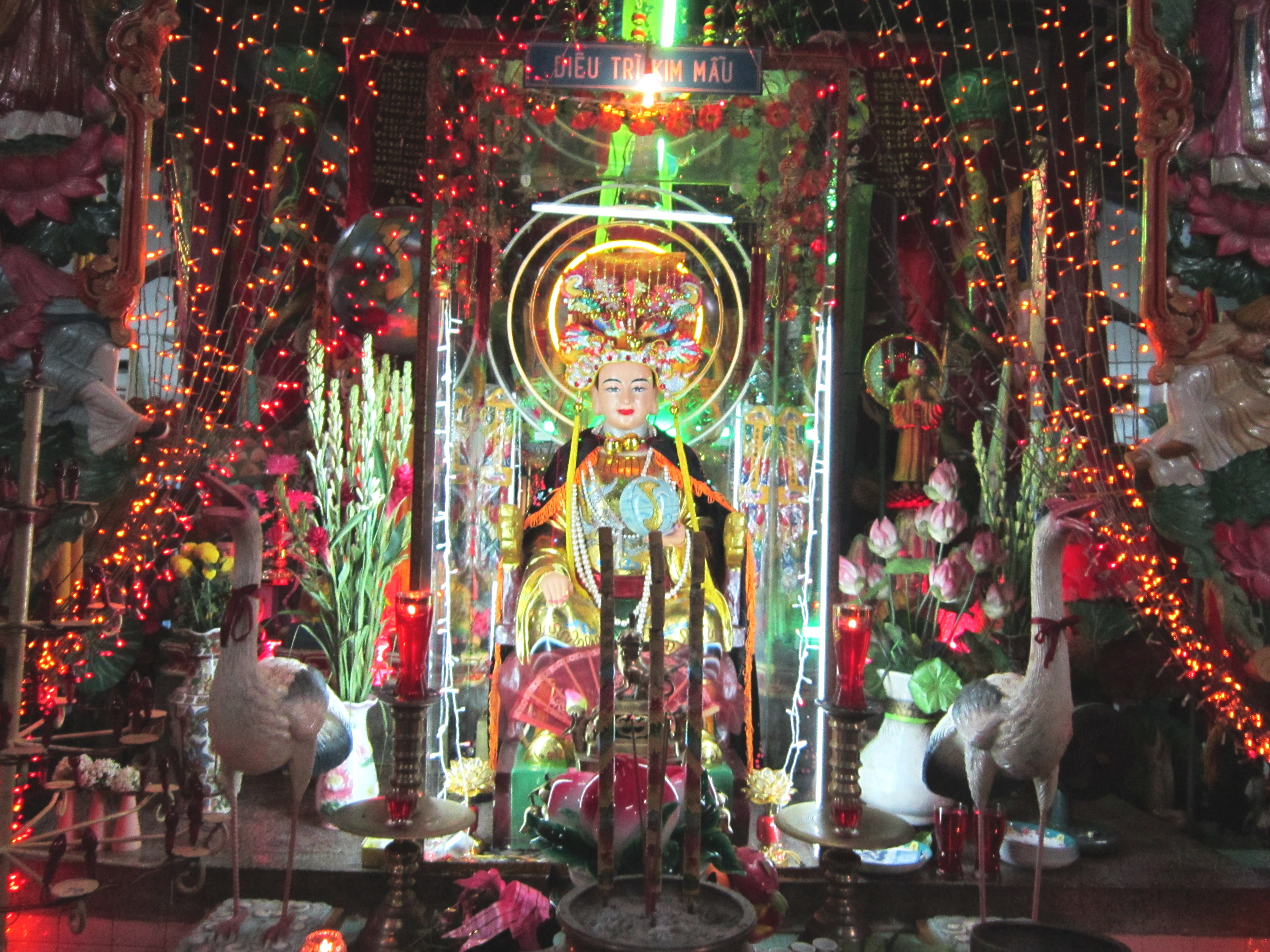
Bàn thờ Tây Vương Mẫu tại đền Sóc Trăng

Cờ ngũ sắc - một biểu tượng của tín ngưỡng dân gian

Tín ngưỡng dân gian / truyền thống Việt Nam hay Đạo Lương (道良, nhằm phân biệt với Công giáo) là hệ thống tín ngưỡng và phong tục tâm linh bản địa của các dân tộc và người địa phương sống trên lãnh thổ nước Việt Nam.

## Đặc điểm
Việt Nam nằm ở trung tâm khu vực nhiệt đới ẩm gió mùa, thiên nhiên tương đối phong phú, đa dạng. Thời xa xưa, người Việt sống chủ yếu dựa vào việc khai thác tự nhiên. Vì vậy, việc thờ cúng các vị thần tự nhiên (nhiên thần) đã sớm gần gũi với họ, đây chính là tín ngưỡng sùng bái tự nhiên. Hơn nữa, Việt Nam lại là ngã ba đường nơi giao lưu của nhiều tộc người, của nhiều luồng văn minh. Hai yếu tố đó làm cho Việt Nam trở thành một quốc gia đa tôn giáo, tín ngưỡng.
Tính đa thần này không chỉ biểu hiện ở số lượng lớn các vị thần mà điều đáng nói đó là, các vị thần ấy cùng đồng hành trong tâm thức mỗi người Việt. Chính điều này dẫn đến một đặc điểm của đời sống tín ngưỡng – tôn giáo của người Việt đó là tính hỗn dung tôn giáo. Trước sự du nhập của các tôn giáo ngoại lai, người Việt không tiếp nhận một cách thụ động mà luôn có sự cải biến cho gần gũi với tư tưởng, tôn giáo bản địa. Vì vậy, ở nước ta, trong khi các tôn giáo vẫn phát triển thì các tín ngưỡng dân gian vẫn giữ vai trò quan trọng trong đời sống tâm linh của người dân.
Cũng chính vì tính hỗn dung tôn giáo ấy mà người Việt thể hiện sự bàng bạc trong niềm tin tôn giáo. Đa số người Việt đều có nhu cầu tôn giáo, tuy nhiên, phần đông trong số đó không là tín đồ thành kính của riêng một tôn giáo nào. Một người vừa có thể đến chùa, vừa có thể đến phủ miễn là việc làm ấy mang lại sự thanh thản về tinh thần cho họ, có thể thoả mãn điều họ cầu xin. Vì thế, nhiều nhà nghiên cứu cho rằng, một đặc điểm trong đời sống tín ngưỡng - tôn giáo của người Việt là tính dụng. Tôn giáo là để phục vụ nhu cầu cần thiết, trực tiếp của họ trong cuộc sống.

## Phân loại

### Tín ngưỡng phồn thực
Thời xa xưa, để duy trì và phát triển sự sống, ở những vùng sinh sản đẻ con cái và dộng vật sống bằng nghề nông cần phải có mùa màng tươi tốt và con người được cái gì không biết sinh sôi nảy nở. Để làm được hai điều trên, những trí tuệ sắc sảo sẽ tìm các quy luật khoa học để lý giải hiện thực và họ đã xây dựng được triết lý âm dương, còn những trí tuệ bình dân thì xây dựng tín ngưỡng phồn thực (phồn nghĩa là nhiều, thực nghĩa là sinh sôi, nảy nở). Tín ngưỡng phồn thực ở Việt Nam được thể hiện ở hai dạng: thờ cơ quan sinh dục của cả nam lẫn nữ (như linga, yoni) và thờ hành vi giao phối, khác biệt với một số nền văn hóa khác như Ấn Độ chẳng hạn, chỉ thờ sinh thực khí của nam mà thôi.
Vai trò của tín ngưỡng phồn thực lớn tới mức ngay cả chiếc trống đồng, một biểu tượng sức mạnh của quyền lực, cũng là biểu tượng toàn diện của tín ngưỡng phồn thực:
- Hình dáng của trống đồng phát triển từ cối giã gạo
- Cách đánh trống theo lối cầm chày dài mà đâm lên mặt trống mô phỏng động tác giã gạo
- Tâm mặt trống là hình Mặt Trời biểu trưng cho sinh thực khí nam[cần dẫn nguồn], xung quanh là hình lá có khe rãnh ở giữa biểu trưng cho sinh thực khí nữ
- Xung quanh mặt trống đồng có gắn tượng cóc, một biểu hiện của tín ngưỡng phồn thực (xem thêm Con cóc là cậu ông trời)

#### Thờ sinh thực khí
Thờ sinh thực khí (sinh = đẻ, thực = nảy nở, khí = công cụ) là hình thái đơn giản của tín ngưỡng phồn thực. Nó phổ biến ở hầu hết các nền văn hóa nông nghiệp trên thế giới. Nhưng khác với hầu hết các nền văn hóa khác là chỉ thời sinh thực khí nam, tín ngưỡng phồn thực Việt Nam thờ sinh thực khí của nam lẫn nữ. Việc thờ sinh thực khí được tìm thấy ở trên các cột đá có niên đại hàng ngàn năm trước Công nguyên. Ngoài ra nó còn được đưa vào các lễ hội, lễ hội ở làng Đồng Kỵ (Bắc Ninh) có tục rước cặp sinh thực khí bằng gỗ vào ngày 6 tháng giêng, sau đó chúng được đốt đi, lấy tro than chia cho mọi người để lấy may.

#### Thờ việc sinh đẻ
Ngoài việc thờ sinh thực khí, tín ngưỡng Việt Nam còn thờ hành vi giao phối, đó là một đặc điểm thể hiện việc chú trọng đến các mối quan hệ của văn hóa nông nghiệp, nó đặc biệt phổ biến ở vùng Đông Nam Á. Các hình nam nữ đang giao phối được khắc trên mặt trống đồng tìm được ở xã Đào Thịnh (Yên Bái), có niên đại 500 trước Công nguyên. Ngoài hình tượng người, cả các loài động vật như cá sấu, gà, cóc,... cũng được khắc trên mặt trống đồng Hoàng Hạ (Hòa Bình).
Vào dịp hội đền Hùng tại Chu Hóa, Phú Thọ, vùng đất tổ lưu truyền điệu múa "tùng dí", thanh niên nam nữ cầm trong tay các vật biểu trưng cho sinh thực khí nam và nữ, cứ mối tiếng trống "tùng" thì họ lại "dí" hai vật đó lại với nhau. Phong tục "giã cối đón dâu" cũng là một biểu hiện cho tín ngưỡng phồn thực, chày và cối là biểu tượng cho sinh thực khí nam và nữ. Ngoài ra một số nơi còn vừa giã cối (rỗng) vừa hát giao duyên. Người Mường ở Thanh Sơn, Phú Thọ cũng có tục đâm đuống hay giã gạo. Chày và cối tượng trưng cho vật giống nam và nữ. Quan niệm về sự sinh sôi, nảy nở, hưng thịnh của mọi vật được thể hiện qua hai công cụ là Đuống và Chày, hai vật biểu trưng cho âm và dương, sự hài hòa của trời đất.

#### Lễ hội phồn thực
- Lễ Linh tinh tình phộc: Lễ hội Trò Trám hay còn gọi là "Linh tinh tình phộc" diễn ra vào ngày 11 và 12 tháng Giêng ở xã Tứ Xã, huyện Lâm Thao, tỉnh Phú Thọ.  Cặp sinh thực khí được thờ ở miếu Trò và được lấy ra vào đúng đêm làm lễ Trò Trám. Tâm điểm của lễ hội Trò Trám là lễ mật trong đó cặp sinh thực khí, gọi là nõ nường, được dập vào nhau ba lần.
- Lễ hội Ná Nhèm: là lễ hội truyền thống của người Tày ở khu vực cửa đình Làng Mỏ, xã Trấn Yên, huyện Bắc Sơn, tỉnh Lạng Sơn được tổ chức vào ngày rằm tháng Giêng. Lễ hội Ná Nhèm có rất nhiều nội dung liên quan đến tưởng niệm vua Mạc như: tục rước nước – rước Vua, tục thờ Thái tổ Mạc Đăng Dung, thờ cây đại đao... Trong số các lễ vật dâng vua có hai vật sinh thực khí là tàng thinh và mặt nguyệt (nam và nữ).
- Lễ hội đình làng Sài Đồng: là một lễ hội dân gian lâu đời của người làng Sài Đồng và có rất nhiều trò chơi cũng như món ăn rất ngon hàng năm lễ hội được tổ chức theo 1 truyền thống

### Sùng bái tự nhiên
Do là một đất nước nông nghiệp nên việc sùng bái tự nhiên là điều dễ hiểu. Điều đặc biệt của tín ngưỡng Việt Nam là một tín ngưỡng đa thần và âm tính (trọng tình cảm, trọng nữ giới). Các vị thần ở Việt Nam chủ yếu là nữ giới, do ảnh hưởng của tín ngưỡng phồn thực như đã nói ở trên nên các vị thần đó không phải là các cô gái trẻ đẹp như trong một số tôn giáo, tín ngưỡng khác mà là các bà mẹ, các Mẫu. (Xem thêm Đạo Mẫu).

#### Thờ động vật
Trong phong tục, tín ngưỡng dân gian việc thờ cúng tự nhiên đã giữ một vai trò quan trọng trong đời sống tâm linh của người dân, và trong các tín ngưỡng dân gian đó phải kể đến tín ngưỡng thờ động vật hay còn gọi là tục thờ thú. Người Việt Nam là dân tộc đa dạng trong việc thờ các vị thần có nguồn gốc từ động vật, họ thờ những con vật mạnh mẽ như thờ hổ, cá voi, thờ ngựa, thờ rắn, thì người Việt còn thờ các con vật hiền cóc, chó, cá, hạc, dơi, các con vật đó gần gũi với cuộc sống của người dân của một xã hội nông nghiệp. Người dân còn đẩy các con vật lên thành mức biểu trưng như Tiên, Rồng. Theo truyền thuyết thì tổ tiên người Việt thuộc "họ Hồng Bàng" (có nghĩa là một loài chim nước lớn), thuộc giống "Rồng Tiên". Con rồng có đầy đủ đặc tính của lối tư duy nông nghiệp: tổng hợp của cá sấu, rắn; sinh ra ở dưới nước nhưng lại có thể bay lên trời mà không cần cánh; có thể vừa phun nước vừa phun lửa. Có rất nhiều địa danh Việt Nam có tên liên quan đến rồng như Thăng Long, Hạ Long, sông Hoàng Long, cầu Hàm Rồng.

#### Thờ thực vật
Thứ cây cối được tôn sùng nhất là cây lúa, có Thần Lúa, Hồn Lúa, Mẹ Lúa,... đôi khi còn thấy còn thờ Thần Cây Đa, Cây Cau. Các câu chuyện về ma cây cũng khá phổ biến, nhất là chuyện hồn ma quanh quẩn bên gốc cây chỗ người chết, trong truyền thuyết có cây Chiên Đàn gắn với thần hổ Xương Cuồng. Một số dân tộc còn có tập tục thờ hòn đá (hòn đá vía) nhưng nó cũng dẫn đến những biểu hiện mê tín

### Thờ người
Ngoài phồn thực và tự nhiên, tín ngưỡng Việt Nam rất coi trọng con người. Họ cũng hay thờ con người, đặc biệt là thờ sống và phong thánh, chẳng hạn như người ta phong Trần Hưng Đạo là Đức Thánh Trần, Nguyễn Minh Không là Đức Thánh Nguyễn, Từ Đạo Hạnh là Đức Thánh Láng, hay thờ những người được mến trọng như Hồ Chí Minh, Võ Nguyên Giáp...

#### Hồn vía
Người Việt xưa cho rằng con người gồm phần thể xác và phần linh hồn. Một số dân tộc Đông Nam Á coi linh hồn gồm "hồn" và "vía". Vía được hình dung như phần trung gian giữa thể xác và hồn. Người Việt cho rằng người có ba hồn, nam có bảy vía và nữ có chín vía. Ba hồn gồm: Tinh (sự tinh anh trong nhận thức), Khí (năng lượng làm cho cơ thể hoạt động) và Thần (thần thái của sự sống). Bảy vía ở đàn ông cai quản hai tai, hai mắt, hai lỗ mũi và miệng. Chín vía ở nữ giới cai quản bảy thứ như ở nam giới cộng thêm hai vía nữa. Hai vía này có nhiều cách giải thích. Chúng có thể là núm vú có vai trò quan trọng trong nuôi con. Tuy nhiên có cách giải thích khác (xem thêm chín vía). Người Việt thường có câu nói nam có "ba hồn bảy vía" còn nữ có "ba hồn chín vía", cũng là từ các quan niệm trên mà ra.
Hồn và vía dùng thể xác làm nơi trú ngụ, trường hợp hôn mê ở các mức độ khác nhau được giả thích là vía và hồn rời bỏ thể xác ở các mức độ khác nhau. Nếu phần thần của hồn mà rời khỏi thể xác thì người đó chết. Khi người chết, hồn nhẹ hơn sẽ bay sang kiếp khác còn vía nặng hơn sẽ bay là mặt đất rồi tiêu tan. Thế nên mới có những câu ngạn ngữ như: "hồn xiêu phách lạc" (phách tức là vía; ở đây muốn nói trạng thái run sợ, mất chủ động), "sợ đến mức hồn vía lên mây". Khi chết là hồn đi từ cõi dương gian đến cõi âm ty, cõi đó cũng được tưởng tượng có nhiều sông nước như ở cõi dương gian nên cần phải đi bằng thuyền nên nhiều nơi chôn người chết trong những chiếc thuyền.
Trong con người có cái vật chất và cái tinh thần. Cái tinh thần trừu tượng, khó nắm bắt, nên người xưa đã thần thánh hóa nó thành khái niệm "linh hồn", và linh hồn trở thành đầu mối của tín ngưỡng. Người Việt và một vài dân tộc Đông Nam Á còn tách linh hồn ra thành hồn và vía. Người Việt cho rằng con người có 3 hồn, nhưng vía thì nam có 7 (ba hồn bảy vía), còn nữ có 9. Hồn vía được người xưa dùng để giải thích các hiện tượng như trẻ con hay đau ốm, hiện tượng ngủ mê, ngất, chết. Trong hồn và vía thì vía phụ thuộc vào thể xác, có người lành vía, người dữ vía, có người yếu vía, người cứng vía.

#### Tổ tiên

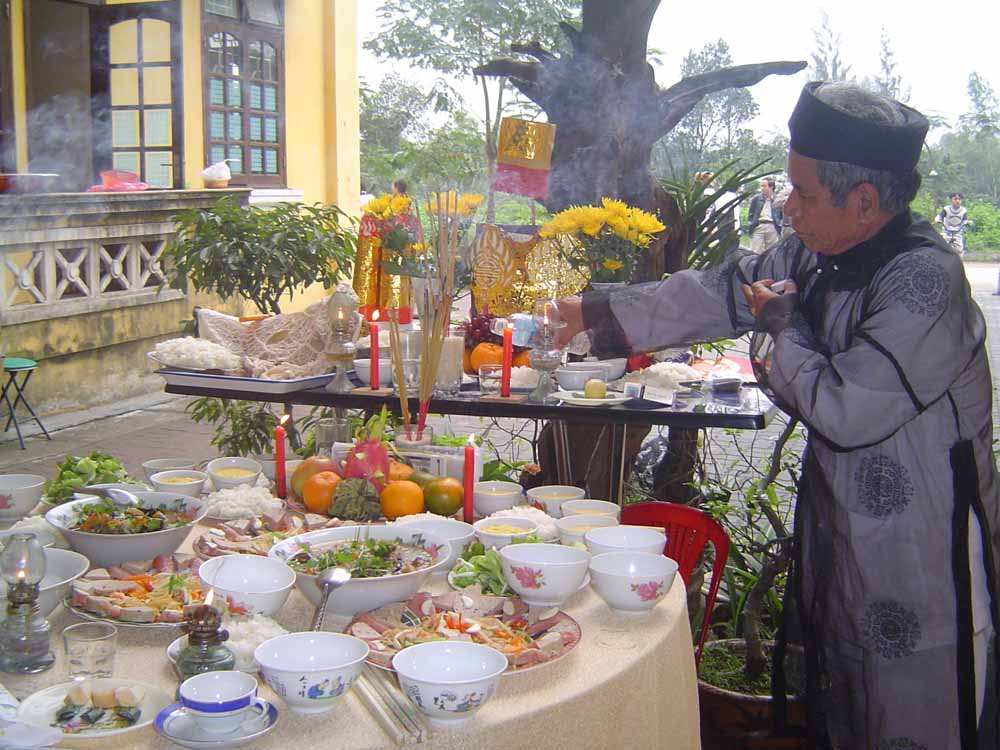
Cụ già mặc áo dài the cúng Tất Niên nhân dịp Tết Nguyên Đán

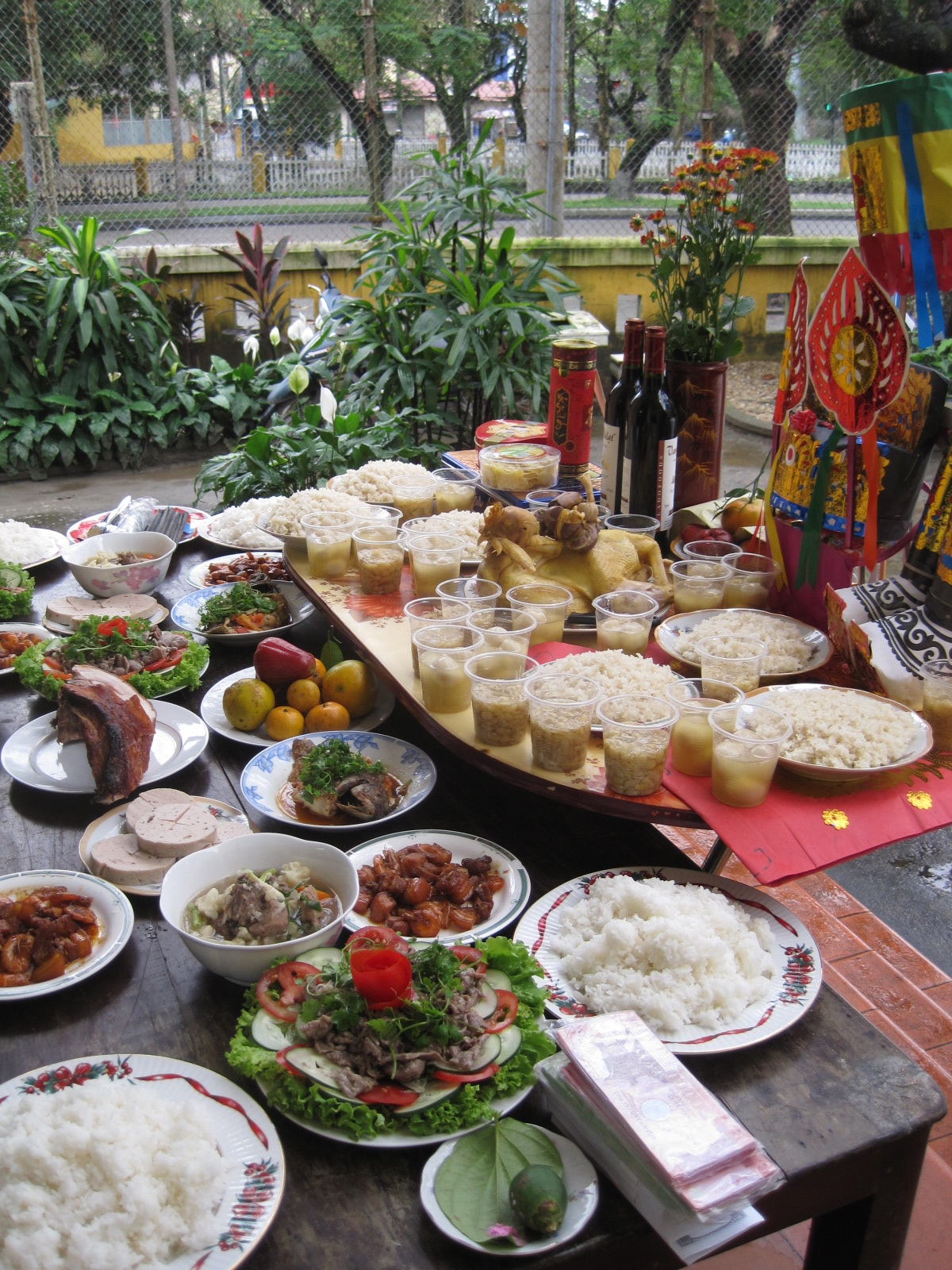
Cúng Giao thừa ngoài trời

Người Việt là một trong những dân tộc có tục thờ cúng tổ tiên sâu đậm và sớm nhất, nó gần như trở thành một tôn giáo: Đạo ông bà.
| “                                 | Thà đui mà giữ đạo nhà Còn hơn sáng mắt ông cha không thờ. | ” |
| — Nguyễn Đình Chiểu, Lục Vân Tiên |                                                            |   |

Người phương tây coi trọng ngày sinh thì người Việt coi trọng ngày mất. Họ cho rằng người đã mất đi về nơi chín suối. Bàn thờ tổ bao giờ cũng được đặt ở nơi trang trọng nhất. Ngày xưa khi cúng lễ bao giờ cũng có nước (hoặc rượu) cùng với những đồ tế lễ khác như vàng mã. Sau khi cúng xong thì đem đốt vàng mã rồi đổ rượu hoặc nước lên đống tro tàn—khói bay lên trời, nước hòa với lửa thấm xuống đất—theo họ như thế tổ tiên mới nhận được. Hành động đó được cho là sự hòa quyện Nước-Lửa (âm dương) và Trời - Đất - Nước (tam tài) mang tính triết lý sâu sắc.

#### Thờ Tổ nghề
Tổ nghề là một hoặc nhiều người có công lớn đối với việc sáng lập và truyền bá một nghề nào đó. Do đó được các thế hệ sau tôn trọng và suy tôn là làm người sáng lập vì đã có công tạo ra nghề, gọi là Tổ nghề (hoặc thánh sư). Tổ nghề chỉ là những con người bình thường, nhưng lại được người đời sau tôn thờ vì đã có công sáng tạo ra nghề, truyền lại cho các thế hệ sau. Các vị tổ nghề tiêu biểu như: Phạm Thị Trân là tổ nghề hát chèo, Nguyễn Thị Sen là tổ nghề may áo dài, Nguyễn Minh Không tổ nghề đúc đồng, Mạc Thị Giai là bà tổ bếp Phương Nam...

#### Thành hoàng
Ở phạm vi gia đình, người Việt thờ tổ tiên và Thổ Công, ở phạm vi làng xã, người Việt thờ Thành hoàng. Giống như Thổ công, Thành hoàng cai quản và quyết định họa phúc của một làng. Không có làng nào ở Việt Nam mà không có Thành hoàng. Những người được thờ thường là những người có tên tuổi và địa vị, có công lao đối với làng đó. Tuy nhiên một số làng còn thờ những người lý lịch không rõ ràng gì như trẻ con, ăn xin, ăn mày, trộm cắp... nhưng họ chết vào "giờ thiêng" (Giờ xấu theo mê tín dị đoan).

#### Giỗ Tổ Hùng Vương
Ở phạm vi quốc gia, người Việt thờ Vua tổ, đó là Vua Hùng. Nơi thờ phụng ở Phong Châu, Phú Thọ. Ngày giỗ tổ là ngày 10 tháng 3 âm lịch. Ngày 6 tháng 12 năm 2012, Tổ chức văn hóa giáo dục Liên Hợp Quốc đã ra quyết định công nhận Tín ngưỡng thờ cúng Hùng Vương là Di sản văn hóa phi vật thể đại diện của nhân loại.

#### Tứ bất tử

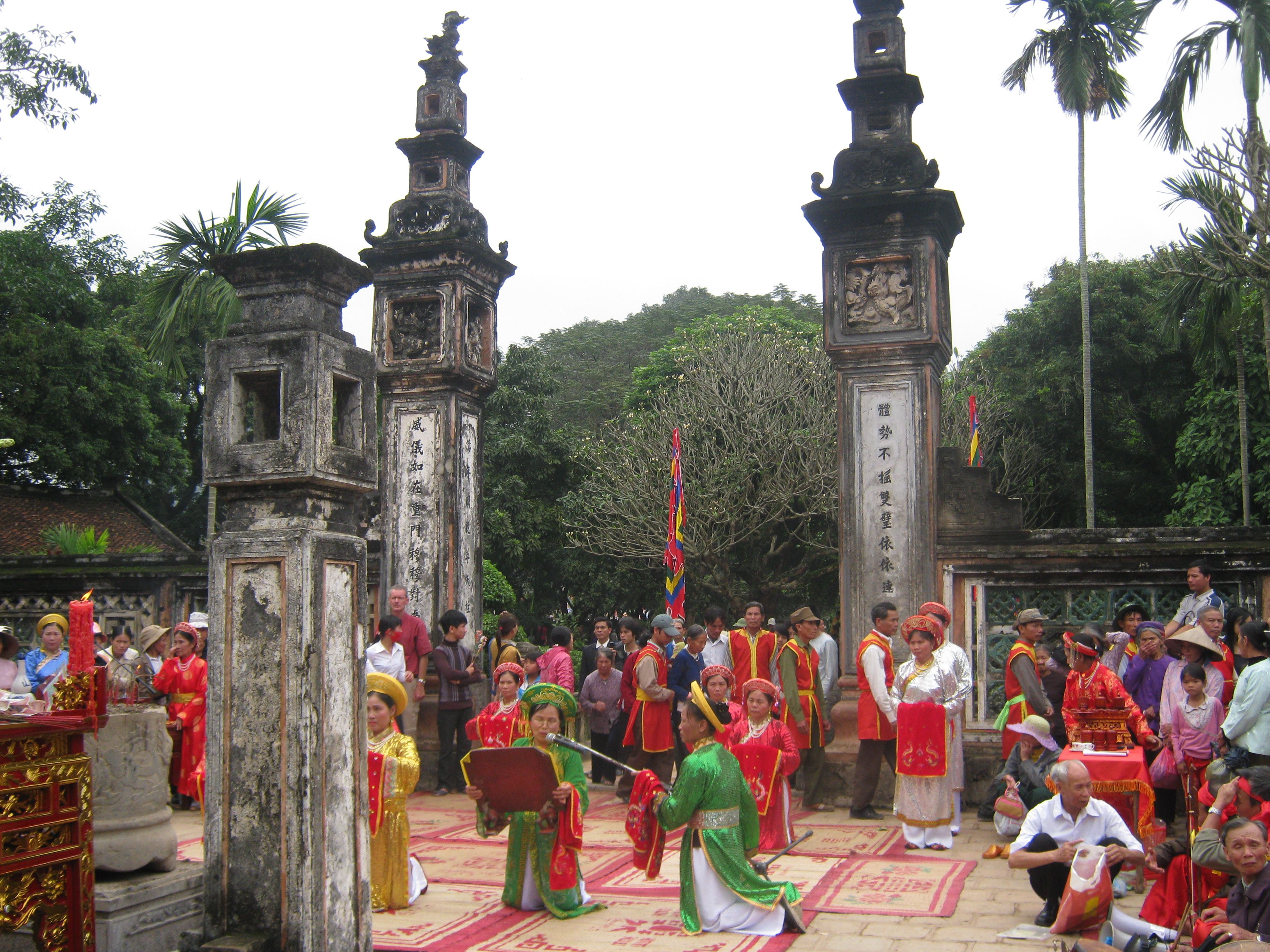
Lễ hội đền Vua Đinh Tiên Hoàng

Người Việt còn thờ bốn vị thánh bất tử, đó là Tản Viên, Thánh Gióng, Chử Đồng Tử và Liễu Hạnh. Tản Viên biểu hiện cho ước vọng chiến thắng thiên tai, lụt lội; Thánh Gióng biểu hiện cho tinh thần chống giặc ngoại xâm; Chử Đồng Tử biểu hiện cho cuộc sống phồn vinh về vật chất; Liễu Hạnh biểu hiện cho cuộc sống phồn vinh về tinh thần của người dân Việt Nam.

#### Tiền hiền
Ngoài ra, tại Việt Nam có rất nhiều đền thờ các vị danh nhân như vua Đinh Tiên Hoàng, Tô Hiến Thành, Trần Hưng Đạo (Tín ngưỡng Đức Thánh Trần),....

### Thờ Thần
Thờ các thần mang nguồn gốc từ Trung Hoa như Thổ Địa, Thần Tài, Táo Quân, Hà Bá, Môn Quan, Phúc Lộc Thọ...

### Thờ Mẫu

#### Thờ Tam phủ, Tứ phủ
Tam phủ là danh từ để chỉ ba vị thánh: Mẹ Trời (hay Mẫu Thượng Thiên), Mẹ Nước (hay Mẫu Thoải), Mẹ Rừng (hay Mẫu Thượng Ngàn). Tứ phủ gồm ba vị Mẫu trên cộng thêm Mẹ Đất (hay Mẫu Địa) thường được coi đồng nhất với Mẫu Thượng Thiên. Các Mẫu cai quản những lĩnh vực quan trọng nhất của một xã hội nông nghiệp. Về sau do ảnh hưởng của văn hóa Trung Hoa nên có thêm Ngọc Hoàng, Thổ Công và Hà Bá. Thần Mặt Trời là vị thần quan trọng nhất, có mặt trên tất cả các trống đồng. Vào hồi 17h15 giờ địa phương (21h15 giờ Việt Nam) ngày 1 tháng 12 năm 2016, tại Phiên họp Ủy ban Liên Chính phủ về bảo vệ di sản văn hóa phi vật thể lần thứ 11 của UNESCO diễn ra tại thành phố Addis Ababa, Cộng hòa dân chủ Liên bang Ethiopia, di sản “Thực hành Tín ngưỡng thờ Mẫu Tam phủ của người Việt”  chính thức được UNESCO công nhận là Di sản văn hóa phi vật thể đại diện của nhân loại

#### Thờ Tứ pháp

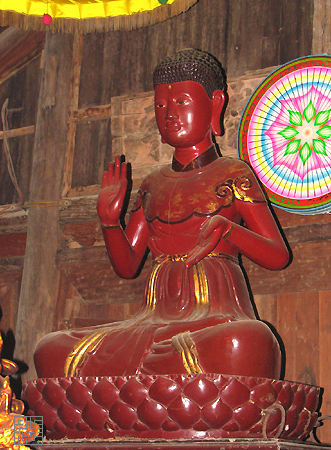
Tượng Pháp Vân

Tứ pháp là danh từ để chỉ các bà thần Mây-Mưa-Sấm-Chớp, đại diện cho các hiện tượng tự nhiên có vai trò quan trọng trong xã hội nông nghiệp. Sau này khi Phật giáo vào Việt Nam thì nhóm các nữ thần này được biến thành Tứ pháp với truyền thuyết về Phật Mẫu Man Nương. Ảnh hưởng của Tứ Pháp ở Việt Nam rất lớn, nhiều lần triều đình nhà Lý phải rước tượng Pháp Vân về Thăng Long để cầu mưa. Tứ pháp gồm:
- Pháp Vân (thần mây) thờ ở chùa Bà Dâu
- Pháp Vũ (thần mưa) thờ ở chùa Bà Đậu
- Pháp Lôi (thần sấm) thờ ở chùa Bà Tướng
- Pháp Điện (thần chớp) thờ ở chùa Bà Dàn